# Spean Sraeng Rouk (gmina)
Spean Sraeng Rouk (khm. ឃុំស្ពានស្រែង) – gmina (khum) w północno-zachodniej Kambodży, we wschodniej części prowincji Bântéay Méanchey, w dystrykcie Phnum Srok. Stanowi jedną z 6 gmin dystryktu.

## Miejscowości
Na terenie gminy położonych jest 6 miejscowości:
- Rouk
- Mukh Chhneang
- Spean
- Kouk Char
- Kandaol
- Pongro